# John Strachey (político)
Evelyn John St Loe Strachey (Guildford, 21 de octubre de 1901-Londres, 15 de julio de 1963) fue un político y escritor laborista británico.

## Biografía
Hijo de John Strachey, editor de The Spectator, se educó en Eton College y siguió los pasos de su padre dedicándose al periodismo. Fue elegido miembro del Parlamento en 1929. Inicialmente fue discípulo de Oswald Mosley y, sintiendo que el segundo gobierno laborista de Ramsay MacDonald no estaba haciendo lo suficiente para combatir el desempleo, se unió a Mosley para fundar el Partido Nuevo en 1931. Rompió con Mosley más tarde ese año y no lo siguió hacia el fascismo. Strachey perdió su escaño en 1931, fue simpatizante comunista durante el resto de la década de 1930 y rompió con el Partido Comunista en 1940.
Durante la Segunda Guerra Mundial, Strachey se desempeñó como oficial de la Royal Air Force en funciones de planificación y relaciones públicas. Una vez más fue elegido al Parlamento como diputado laborista en 1945 y ocupó el cargo de Ministro de Alimentación, bajo Clement Attlee, (se convirtió en una figura impopular debido al continuo racionamiento de alimentos) y Secretario de Estado para la Guerra. Continuó siendo diputado laborista, generalmente como partidario del ala derecha del partido, hasta su muerte.
A lo largo de su carrera, Strachey fue un prolífico escritor de libros y artículos desde una perspectiva comunista en la década de 1930 y como socialdemócrata después de la Segunda Guerra Mundial.